# Neuer Markt 10 (Stralsund)
Das Haus mit der postalischen Adresse Neuer Markt 10 / Mönchstraße 34 ist ein denkmalgeschütztes Gebäude am Neuen Markt, Ecke Mönchstraße, im Stralsunder Stadtgebiet Altstadt.

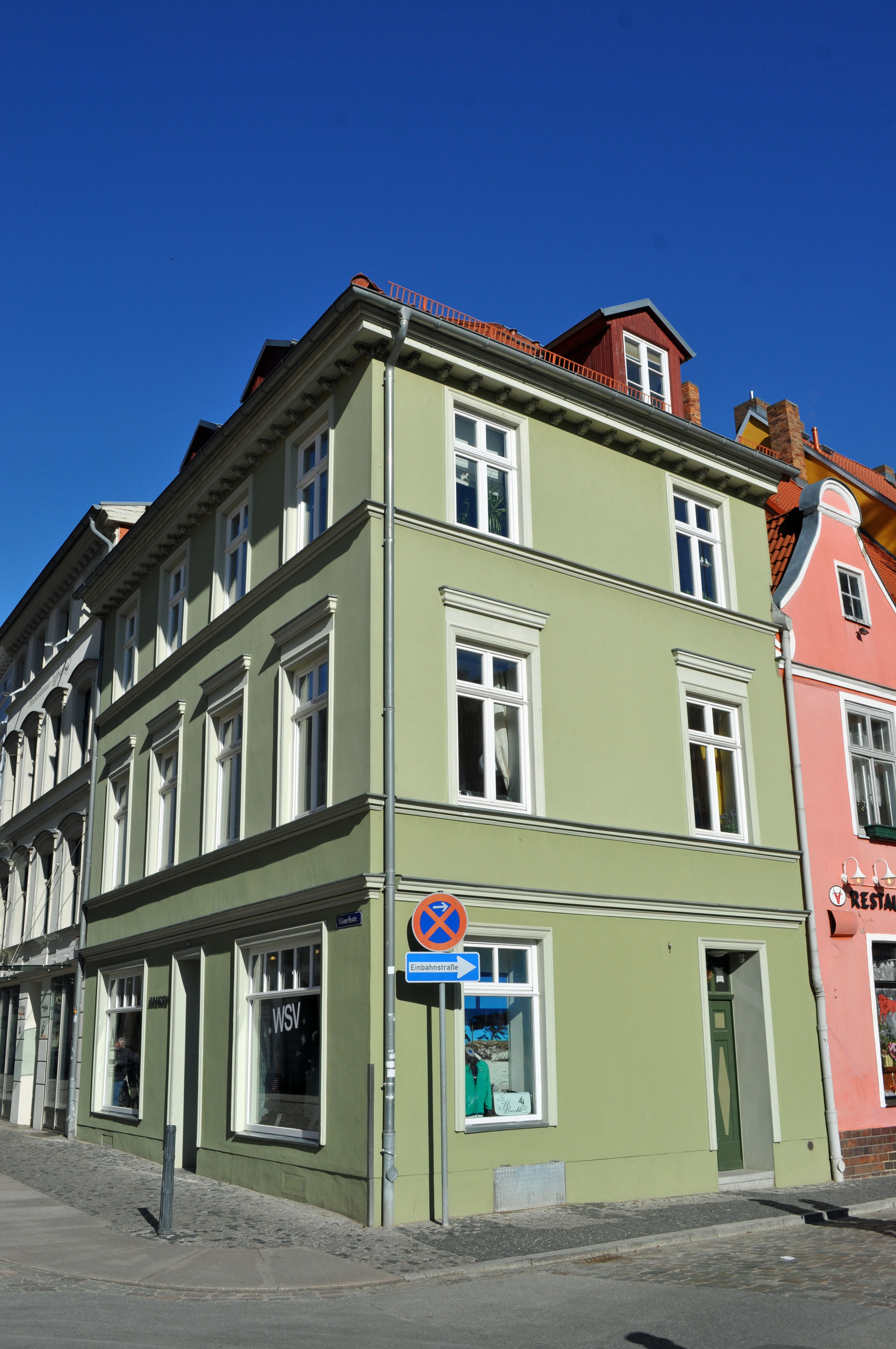
Das Haus Neuer Markt 10 in Stralsund (2012)

Der dreigeschossige Putzbau wurde in der ersten Hälfte des 18. Jahrhunderts errichtet.
Seine heutige Fassade wurde um die Mitte des 19. Jahrhunderts gestaltet, dabei wurden Stockwerkgesimse angebracht.
Das Haus liegt im Kerngebiet des von der UNESCO als Weltkulturerbe anerkannten Stadtgebietes des Kulturgutes „Historische Altstädte Stralsund und Wismar“. In die Liste der Baudenkmale in Stralsund ist es mit der Nummer 599 eingetragen.